# Comité national olympique du Botswana
Le Botswana National Olympic Committee (français : Comité national olympique du Botswana), est le représentant du Botswana au Comité international olympique (CIO). Il appartient à l'Association des comités nationaux olympiques d'Afrique et son président est Negroes Malealea Kgosetsile.
Le comité est fondé en 1978 et est reconnu par le Comité international olympique en 1980. 